# Manuel Díaz Vega
Manuel Díaz Vega (Salas, 1º settembre 1954) è un arbitro di calcio spagnolo.

## Carriera
Nel corso degli anni novanta è stato tra i fischietti europei più apprezzati, impiegato in tutte le principali manifestazioni calcistiche internazionali, ed esponente assieme a José María García-Aranda e ad Antonio López Nieto di un'eccellente generazione di arbitri iberici.
Dopo aver debuttato nella Primera División spagnola nel 1987, nel 1990 venne nominato internazionale, e soli due anni dopo si trovò di fronte al primo importante banco di prova, cioè le Olimpiadi disputate in casa, a Barcellona: Díaz Vega se la cavò egregiamente e conquistò la finale per la medaglia di bronzo tra Ghana e Australia. Nel 1994 arrivò la piena consacrazione, con la designazione per la finale di Supercoppa Europea tra Milan e Parma, e soprattutto con la partecipazione al Campionato mondiale di calcio 1994, dove però diresse soltanto la gara Paesi Bassi-Arabia Saudita. Nel 1996 arbitrò la finale di Coppa dei Campioni allo Stadio Olimpico di Roma tra Juventus e Ajax, e poche settimane dopo gli venne affidata la partita inaugurale del Campionato europeo di calcio Inghilterra-Svizzera.
Nel 2000, lo si ricorda come arbitro della semifinale di Coppa del Re in Spagna tra Barcellona e Atletico Madrid, che non si disputò perché il club catalano decise di non presentarsi per protestare contro la decisione della Federazione iberica di fissare quella partita nel periodo in cui parecchi giocatori blaugrana erano impegnati nelle gare delle rispettive nazionali: fu un'iniziativa che suscitò molto clamore in tutto il mondo.
Vanta anche la direzione in una semifinale di UEFA Champions League (nel 1999), in una semifinale di Coppa delle Coppe (nel 1998) ed in una semifinale di Coppa UEFA, nel 1995.
Nel ventunesimo secolo è diventato direttore tecnico della Associazione arbitri spagnoli, nonché osservatore degli arbitri UEFA.